# Akut sedering
Akut sedering används inom den psykiatriska vården då det är nödvändigt att använda läkemedel för att förebygga eller avbryta en våldsam episod. Syftet är att skapa en kortverkande lugnande effekt som skall avbryta fortsatt våldsamt beteende. Akut sedering kan användas mot en patientens vilja som tvångsåtgärd. Det finns i Sverige regelverk och lagar som reglerar alla tvångsåtgärder.
Vilka läkemedel som har bäst effekt och lägst risk för biverkningar undersöktes av NICE år 2015 och har kommenterats för svenska förhållanden av SBU. De två alternativen: lorazepam och kombination av haloperidol och prometazin har bägge stöd, men för att stärka kunskapen om bästa möjliga behandling behövs mer forskning. Risker och problem att beakta är att läkemedel kan interagera med narkotika, att vissa är svåradministrerade, och att åtgärden kan upplevas som traumatisk.
Brittiska erfarenhetsbaserade riktlinjer för behandling av barn med akut sedering finns. Dessa inkluderar dock inga slumpmässiga kontrollerade studier, och behov finns av ytterligare kunskap.